# Мамерский замок
Замок Мамер (люкс. Mamer Schlass, фр. Château de Mamer, нем. Mamer Schloss) — ратуша коммуны Мамер на юго-западе Люксембурга. В нём находятся Совет и администрация коммуны Мамер, а также другие органы власти.
Состоит из четырёх строений, расположенных на благоустроенной Площади Независимости, около центра города. У главного входа стоит скульптура Николаса Франца, двукратного победителя Тур де Франс и единственного олимпийского чемпиона Люксембурга Жози Бартеля, родившихся в Мамере.

## История

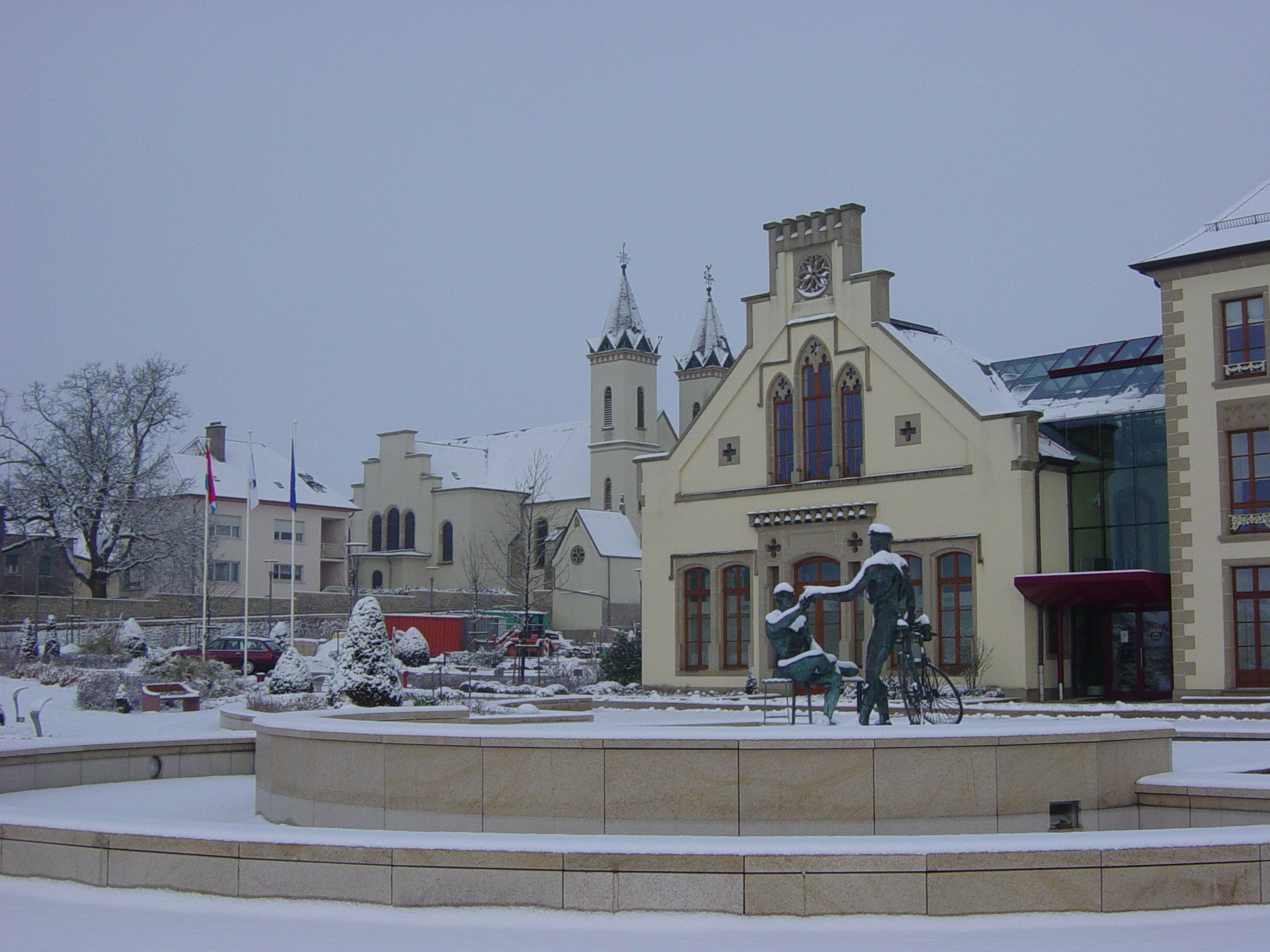
Замок Мамер служит ратушей коммуны Мамер, был отреставрирован и облагорожен.

Замок был построен в Мамере в X веке. Ко времени французских революционных войн он представлял собой руины, был захвачен и продан французскими войсками Тьерри де Бастонь в 1798 году. В 1830 году шеф полиции Фредерик Франсуа построил на этом месте новый замок, окружённый двухметровым стенами. Затем он перешёл в собственность к Жаку Фишеру и Жюли Кремер в 1934 году, вместе с 1,72 гектарами пахотных земель.
В 1995 замок Мамер был куплен администрацией коммуны, которая 4 июня 1997 проголосовала за его реставрацию. Реставрация велась с сентября 1999 года по февраль 2002 года. Администрация коммуны переехала в него 1 марта 2002 года. В замке Мамер также проводилась жеребьёвка чемпионата Европы по футболу 2006 среди юношей до 17 лет, который проходил в Люксембурге.